# Gerald Cash
Gerald Cash (ur. 28 maja 1917 w Nassau, zm. 6 stycznia 2003) – bahamski prawnik i polityk, w latach 1979–1988 gubernator generalny tego kraju.
Ukończył studia prawnicze i w 1940 uzyskał prawo wykonywania zawodu adwokata na Bahamach, a osiem lat później również w Wielkiej Brytanii. W 1949 został wybrany do parlamentu Bahamów, wówczas jeszcze brytyjskiej kolonii. W latach 1958–1962 był członkiem autonomicznego rządu archipelagu. W latach 1969–1979 zasiadał w bahamskim Senacie, równocześnie od 1973 do 1976 sprawując urząd zastępcy gubernatora generalnego. W 1976, w związku z chorobą Milo Butlera, był przez krótki czas pełniącym obowiązki gubernatora. Po śmierci Butlera w 1979, był naturalnym kandydatem na jego następcę. Pełnił ten formalnie najwyższy urząd w państwie do 1988, po czym przeszedł na emeryturę. Zmarł w 2003 wskutek udaru mózgu.